# Montoy-Flanville
Montoy-Flanville (Duits: Montingen-Flanheim) is een voormalige gemeente in het Franse departement Moselle in de regio Grand Est.

## Geschiedenis
Montoy-Flanville is ontstaan op 21 augustus 1812 door het samenvoegen van Flanville en Montoy in één gemeente. Deze maakte deel uit van het arrondissement Metz-Campagne totdat dit op 1 januari 2015 fuseerde met het arrondissement Metz-Ville tot het huidige arrondissement Metz. Toen op 22 maart 2016 het kanton Pange werd opgeheven werd de gemeente opgenomen in het op die dag gevormde kanton Le Pays Messin. Op 1 januari 2017 werd de gemeente zelf opgeheven gefuseerd met de aangrenzende gemeente Ogy tot de huidige commune nouvelle Ogy-Montoy-Flanville.

## Geografie
De oppervlakte van Montoy-Flanville bedraagt 6,3 km², de bevolkingsdichtheid is 189,7 inwoners per km² en de gemeente telt 1195 inwoners (2005).
De onderstaande kaart toont de ligging van Montoy-Flanville met de belangrijkste infrastructuur en aangrenzende gemeenten.

## Demografie
Onderstaande figuur toont het verloop van het inwonertal (bron: INSEE-tellingen).